# كارشير
شركة ألفريد كارشير المعروفة بالاسم المختصر لها كارشير هي شركة ألمانية لتصنيع آلات الضغط العالي وقد تأسست سنة 1950. ويستعمل اسم كارشير للإشارة إلى آلات الضغط العالي، بغض النظر عن علامتها التجارية.

## التاريخ
أسس المخترع ألفريد كارشر (1901-1959) من ولاية بادن فورتمبيرغ الشركة في عام 1935 في شتوتغارت-باد كانشتات. في البداية تخصص كارشر في تصميم عناصر التسخين الغاطسة الصناعية، أي في مصاهر الملح التي يتم تسخينها باستخدام سخانات غاطسة. بعد العديد من التجارب، تم إنتاج فرن تقسية للسبائك، يسمى «فرن حمام الملح كارشر». تم بيع حوالي 1200 وحدة حتى عام 1945. اخترعت كارشر أول غسالة ضغط حديثة، دي سي 350 في عام 1950، ثم تحول تركيز الشركة الرئيسي إلى معدات التنظيف للمستخدمين المحترفين والخاصين.  منذ ذلك الحين، كانت كارشر رائدة في تصميم وتطوير غسالات الضغط. تم توسيع نطاق منتجات الشركة ويغطي الآن كامل مجال التنظيف (المنظفات، ومجففات الغسيل، والمكانس الرطبة والجافة، والمكانس الكهربائية، والمكانس التي تعمل بالبطاريات، والمنظفات بالبخار، ومعدات تفجير الثلج الجاف، ومنظفات الأجزاء وأنظمة معالجة المياه  وغسيل السيارات وأنظمة إعادة تدوير مياه الصرف الصحي). تقدم كارشير أيضًا مضخات وأنظمة سقي.
في عام 1974 تم تغيير لون الشركة من الأزرق إلى الأصفر.  منذ ذلك العام، وتحت قيادة إيرين كارشر أرملة ألفريد كارشر، أطلقت الشركة «اتش دي 555»، وهي أول آلة غسيل بالضغط للمستخدمين الخاصين.
اليوم الشركة المملوكة للعائلة، ومقرها وينيندين بالقرب من شتوتغارت، ممثلة في 160 دولة مع 100 شركة تابعة في جميع أنحاء العالم، وتبيع معدات التنظيف التجارية وكذلك معدات التنظيف للمستهلك الخاص.
تمتلك كارشير العلامات التجارية الأمريكية لغسالات الضغط «لاندا» و«هوستي» و«شارك» وغسالات أجزاء «كودا» وأنظمة معالجة المياه «ووترماز» وأنظمة تنظيف الأرضيات من مجموعة «وندسور كارشير» وشركة التصنيع الإيطالية «هاواك بومبز» أو «ووما بومبز» في ألمانيا. هم المورد الرئيسي لأنظمة التنظيف لكل من الناتو والجيش الأمريكي.[بحاجة لمصدر]

## الرعاية الثقافية
في إطار برنامج الرعاية الثقافية، دعمت كارشر أكثر من 90 مشروعًا لتنظيف المباني البارزة دوليًا مثل النصب التذكاري الوطني في جاكرتا (2014)، عين لندن في لندن (2013)، إبرة الفضاء في سياتل (2008)، رؤساء الرؤساء في النصب التذكاري الوطني لجبل راشمور (2005)،وتمثال ممنون في الأقصر (2003)، وأعمدة ساحة القديس بطرس في روما (1998)، وبوابة براندنبورغ في برلين  (1990) تمثال الحرية في مدينة نيويورك (1985) وتمثال المسيح في ريو دي جانيرو (1980). في عام 2011، قامت بتنظيف مسرح «لوريلي» في الهواء الطلق وبرج «ان سيول»، كارشر هي أيضًا شريك في قرى الأطفال «اس أو اس» وعضو في شبكة الميثاق العالمي للأمم المتحدة.